# Òscar Esplà i Triay

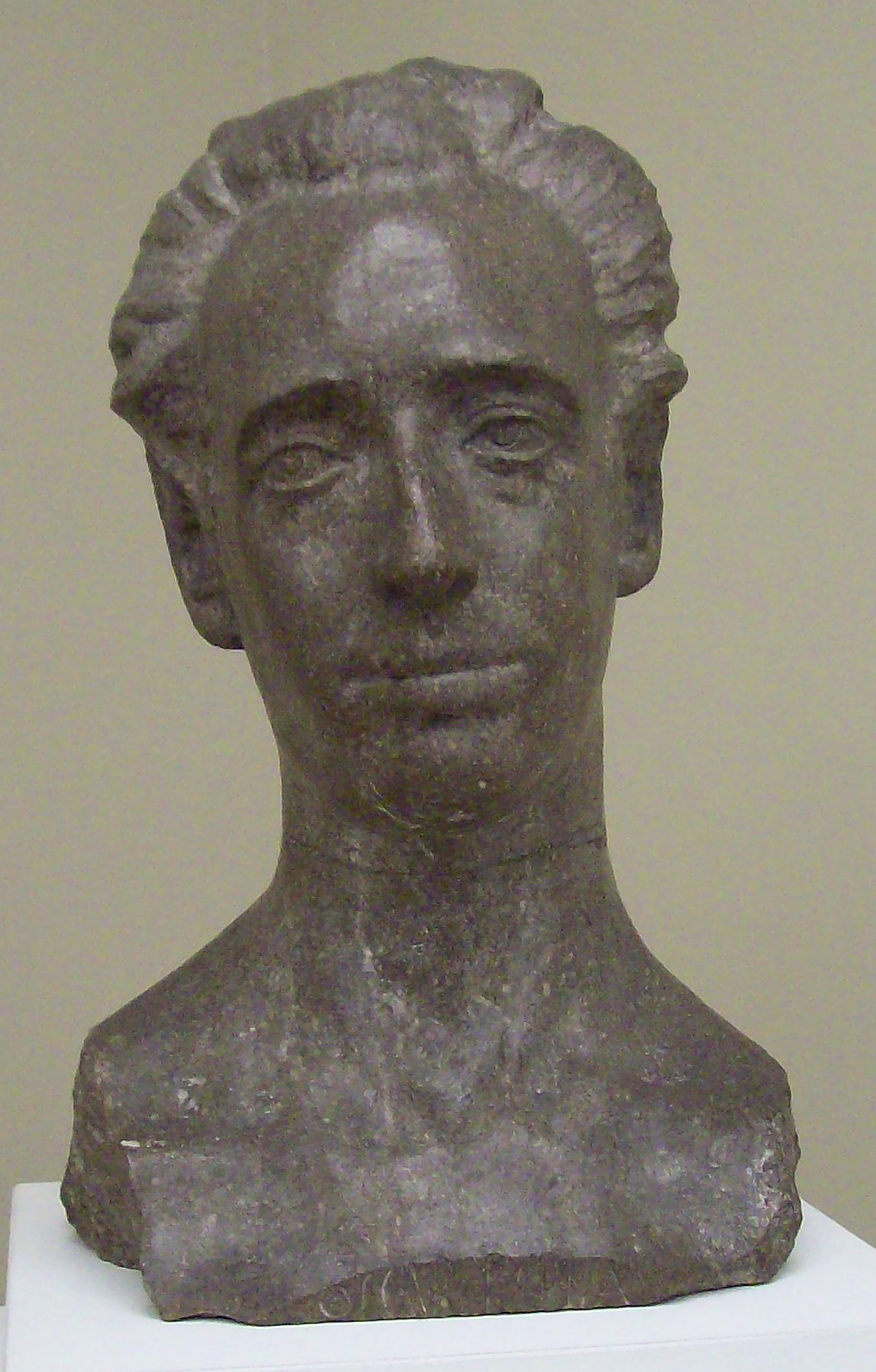
Bust d'Òscar Esplà (1923), per V. Bañuls (Real Academia de Bellas Artes de San Fernando, Madrid)

Òscar Esplà i Triay (Alacant, 5 d'agost de 1886 - Madrid, 6 de gener de 1976) fou un compositor valencià.

## Biografia
El 1903 es traslladà a Barcelona per estudiar enginyeria industrial i filosofia en la Universitat de Barcelona, però s'inicià de molt jove en el món de la música sota el mestratge de Juan Latorre. Ingressà el 1904 al Conservatori Superior del Liceu. L'obtenció d'un premi de composició el 1911 va fer que es decantés definitivament per la música i completà els estudis primer a Múnic, on conegué Max Reger, i després a París, on fou alumne de contrapunt i composició de Camille Saint-Saëns. Guanyà el primer premi de composició en el concurs internacional de Viena (1911) amb Suite llevantina, per a orquestra.
A partir del 1930 fou professor del Conservatori de Música de Madrid i entre el 1931 i el 1936 on aconsellà al compositor Gustavo Pittaluga, presidí la Junta Nacional de Música. Després de la Guerra Civil espanyola es traslladà a Brussel·les; el 1946 fou nomenat director del Laboratori Musical Científic d'aquella ciutat i el 1948 la UNESCO li encarregà un estudi sobre l'establiment del diapasó estàndard.
El 1951 va tornar de l'exili. L'any següent ingressà a l'Reial Acadèmia de Belles Arts de San Fernando. El 1956 és elegit membre de l'Académie des Beaux-Arts de l'Institut de France i el mateix s'establí el Premi Internacional de Música Òscar Esplà. El 1962 fou nomenat director del Conservatori de Música Òscar Esplà d'Alacant.
Membre del consell internacional de la Unesco i president de la secció espanyola de la Societat Internacional per la Música Contemporània, Esplà fou un exemple poc comú de músic amb diferents carreres universitàries. Persona cosmopolita i d'ampla cultura, va cultivar també acuradament l'amistat d'altres artistes de la seua terra, com ara l'escriptor Gabriel Miró i el pintor Emilio Varela, amb els quals forma un trio de creadors excepcionals que va marcar una època sense parangó a la Història de l'art alacantí.

## Obra
Posseïdor d'un ample catàleg, hi figuren els gèneres més diversos: l'òpera, el ballet, la música orquestral, vocal, de cambra i per a piano. La música de la seva terra natal, els grans corrents musicals amb els quals entrà en contacte i la recerca d'un llenguatge personal són els tres elements més importants que caracteritzen la seva obra i trajectòria.
La seva producció és basada en gran part en una escala o escriptura molt original, inspirada en la música popular d'Alacant. Les seves obres principals són:
- Sonata per a violí i piano (1913)
- un quartet per a cordes (1920)
- Don Quijote velando las armas (1924), preludi simfònic.
- La Nochebuena del diablo (1926), amb versió escènica del 1967, cantata escènica.
- El contrabandista (1928), ballet. Òscar Esplà (dreta) amb Germán Bernácer i la seua dona, Maria Guardiola, a l'alacantina serra d'Aitana

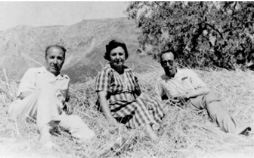
Òscar Esplà (dreta) amb Germán Bernácer i la seua dona, Maria Guardiola, a l'alacantina serra d'Aitana

- dues suites sobre temes populars per a orquestra de cordes (1931, 1933)
- Sonata del sur (1943), per a piano i orquestra, (en la seva versió primitiva, per a piano sol) dedicada al pianista aragonès Eduardo del Pueyo.
- Sonata espanyola per a piano (1949)
- Simfonia per a cor i orquestra (1950)
- Segon concert per a corda (1956).
- Simfonia Aitana (1958)

El 1924 reformà la part musical de la Festa d'Elx.
Però al costat de la seva obra musical cal no oblidar la seva faceta d'escriptor de cançons i de llibres d'estètica musical; al llarg de tota la seva vida plasmà el seu pensament musical, les seves inquietuds culturals i les seves idees estètiques en una sèrie d'escrits.